# Moruloidea tumida
Moruloidea tumida là một loài chân đều trong họ Sphaeromatidae. Loài này được Harrison miêu tả khoa học năm 1984.